# الیمپیو بیتزی
الیمپیو بیتزی (ایتالیایی: Olimpio Bizzi; ۱ اوت ۱۹۱۶ – ۳ اوت ۱۹۷۶) دوچرخه‌سوار اهل ایتالیا بود. وی در مسابقات جیرو دیتالیا و تور دو فرانس شرکت کرده است.